# Század (katonai egység)

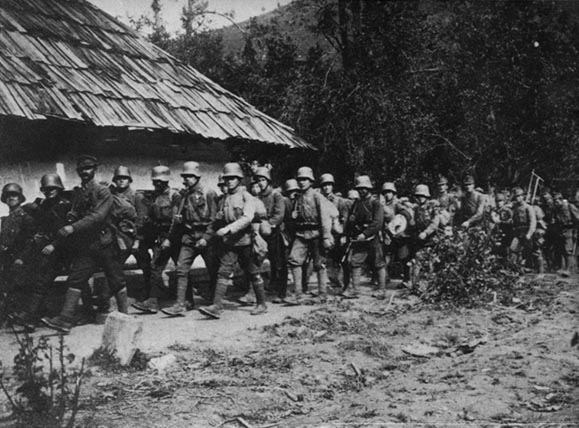
Az 51. honvédhadosztály rohamszázada - Román betörés Erdélybe, 1916. szeptembere

A század NATO-szimbóluma

A század több (2-8) szakaszból álló katonai egység. Egy század létszáma általában 75 és 200 fő között van, parancsnoka rendszerint százados, esetleg főhadnagy.

## Minták

### Magyar minta
A Magyar Honvédségen belül általában 3-5 szakasz alkot egy századot. A század parancsnoka százados vagy főhadnagy.
A századok jelölése sorszámozással és elnevezéssel történik (például: 1. Gyorsreagálású század).
A tüzérség századszintű alegységét ütegnek hívják.

### Amerikai minta

#### Amerikai Hadsereg

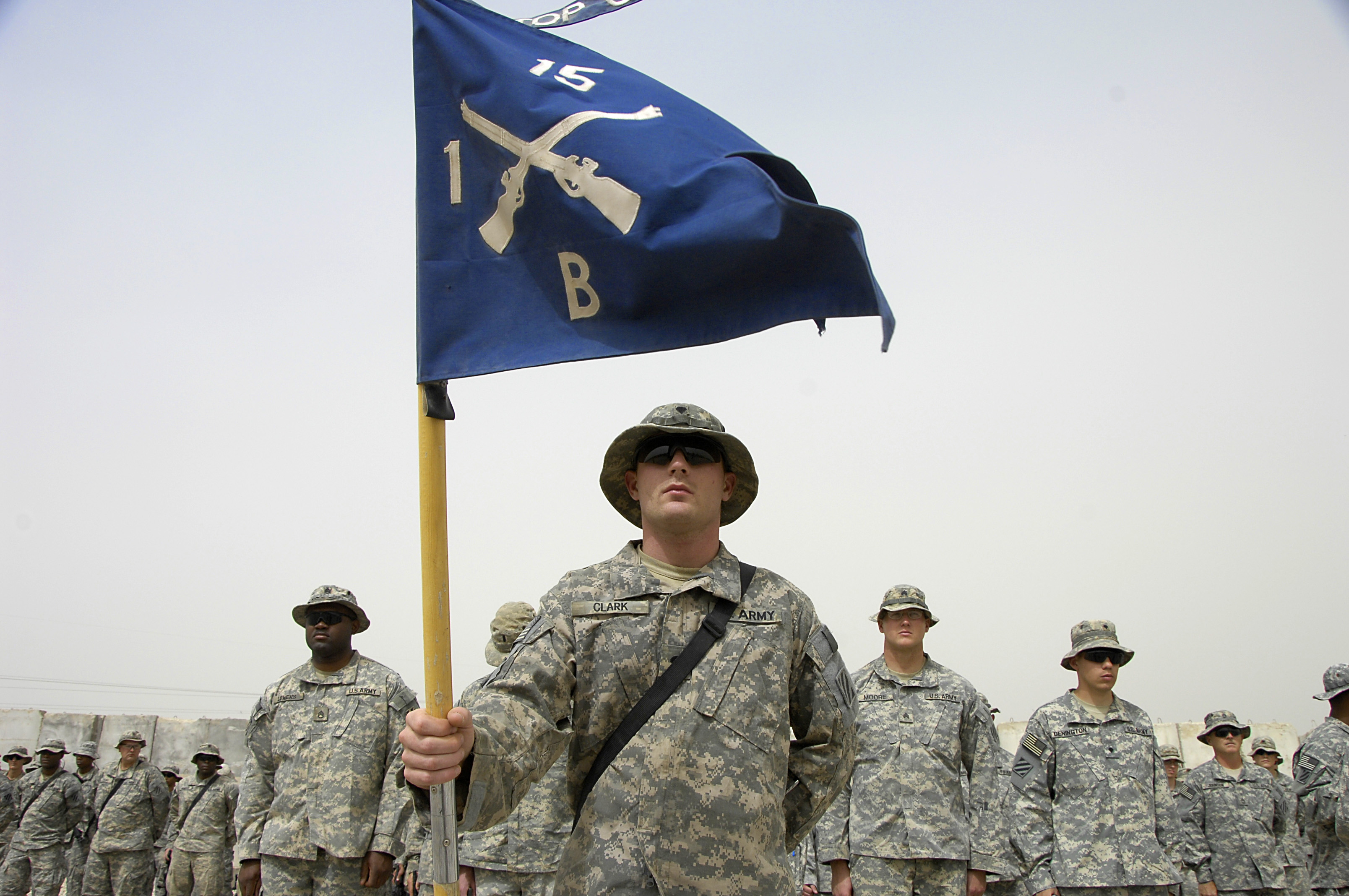
Az Egyesült Államok 3. gyalogos hadosztály, 3. nehézdandár, 15. gyalogezred, 1. zászlóalj, Bravo század katonái kitüntetési ceremonián (Irak, 2008)

Az amerikai hadseregben egy század (angolul: company) a gyalogságnál általában 3 szakaszból (platoon) és egy nehézfegyverzetű szakaszból áll. A harckocsizóknál 3 harckocsiszakaszból és törzs alegységből épül fel.
A század parancsnoka leggyakrabban százados (angolul: captain), néha főhadnagy (1st Lieutenant) vagy őrnagy (Major).
A századot egy betű azonosítja a zászlóaljon belül - például „15. gyalogezred, 1. zászlóalj, A század” (angolul: „A Company, 1st Battalion, 15th Infantry Regiment”). A betűket a NATO fonetikus ábécéje alapján vagy a tengerészeti szabvány szerint nevezik el, például B század esetén "Bravo" vagy "Baker", E század esetén "Echo" vagy "Easy".
Amennyiben a század önállóan működik, vagyis nincs alászervezve más egységeknek, akkor egy sorszám és az egység típusa azonosítja (például: 3. szállító század).
Ezek az egységek 4-6 szakaszból állnak őrnagy vezetésével. A harci és az őket támogató egységek esetén egy század 7 vagy több szakaszból is állhat, például egy logisztikai századnak 2 hajózó, 2 parti, 1 dokumentációs 1 kiszolgáló és 1 parancsnoki szakasza van. Ebben az esetben a szakaszokat főhadnagyok vezetik, a századparancsnok pedig őrnagy.

#### Amerikai Tengerészgyalogság
A tengerészgyaloságnál a század három lövész szakaszból és egy nehéz fegyveres szakaszból áll, szakaszonként 1-1 az Az Amerikai Egyesült Államok Haditengerészete által biztosított felcserrel.
Felépítés a törzs-és ellátó századnál:
- Törzsszakasz: a nukleáris, biológiai, kémiai védelmi, valamint egy tábori lelkész alegység.
- Híradó szakasz: híradósok, villanyszerelők, technikusok és kiegészítő személyzet.
- Kiszolgáló szakasz általában áll egy szállító, egy hadtáp (konyhai), egy fegyverzet karbantartó és egy ellátó szakaszból.
- Felderítő/mesterlövész szakasz.
- Zászlóalj Orvosi Szakasz (Battalion Medical Platoon - BAS)

## Haderőnem eltérések

### Szárazföldi haderő

#### Tüzérség
A századszintű tüzér egységeket ütegnek (angolul: battery) nevezik.
1964-ben a Magyar Néphadsereg 10. Tüzérezreden belül az 1. üteg a következőképpen nézett ki:
- Parancsnoki szakasz (12 fő)
- Kidolgozó szakasz (7 fő)
- Bemérő szakasz (7 fő)
- 1. tűzszakasz (2 db löveg, 24 fő)
- 2. tűzszakasz (2 db löveg, 25 fő)

Az 1980-as években az önjáró tüzérütegek egyenként 6 db 152 mm-es 2SZ3M Akácija önjáró tarackkal vagy 6 db 122 mm-es 2SZ1 Gvozgyika önjáró tarackkal, az ágyútarackos ütegek 6 db 152 mm-es D-20-as ágyútarackkal, míg a sorozatvető ütegek 6 db BM-21-es harci géppel rendelkeztek.
A hangfelderítő ütegekben 1-1 db 1B17 hangfelderítő komplexumot, a rádiólokátor szakaszokban 2-2 SZNAR-10-es mozgócél-felderítő lokátort alkalmaztak.
A hadrendben tartott 4, majd 3 tüzérdandár rendelkezett egy felderítő üteggel is. Megtalálható volt bennük egy parancsnoki szakasz, rádió rajjal és egy híradó rajjal. Egy rádiólokátor szakasz 4 db SZNAR-10-zel, egy 4 rajos felderítő szakasz, és egy "M" szervezetű hangfelderítő szakasz, 3 db bázis rajjal, kidolgozó rajjal és egy híradó rajjal rendelkezett.
A törzsütegek parancsnoki szakaszból, felderítő szakaszból álltak. Utóbbi 2 db felderítő rajból és egy kidolgozó rajból állt. A felderítő rajban az 1V14 ütegparancsnoki önjáró mozgó figyelőpontba, vagyis harcjárműbe szerelt és állványos lézertávmérőket, ill. sztereó távmérőket alkalmaztak.
Az osztályparancsnoki jármű pedig 1V15 típusú volt.
A gépkocsizó/gépesített lövészezredek közvetlen tüzérsége egy aknavető ütegből (8 db 1943M 120 mm-es aknavető, illetve egy páncéltörő rakétaütegből (4 db 2P26 vagy 2P27 rakéta-páncéltörő harci gép) állt).
A gépkocsizó/gépesített lövészezredek lövészzászlóaljaiban  egyenként 3 db SZPG-9D állványos gránátvetőből álló páncéltörő szakasz, illetve egy 1938M 82 mm-es aknavetőből álló üteg volt.

#### „Század alkalmi harci csoport”
A század bázisán létrehozott, a századparancsnok vezetésével működő, olyan ideiglenes csoportosítás, amely speciális művelet végrehajtása céljából hoznak létre. (angol: company task group)

### Légierő
A repülőszázad (angolul: squadron) általában 10-15 repülőgépből áll.

### Haditengerészet
Egy századot általában 3-4 hadihajó, szállító hajók, tengeralattjárók, vagy néha kisebb hajók alkotják. Egy század állhat ugyanabból a típusú hadihajókból (homogén csoport), vagy különféle típusokból, amiket egy speciális küldetésre, mint például parti őrjárattal, blokád állítással, vagy aknatelepítéssel bíznak meg.

Kisebb hadihajókat általában flotillákba csoportosítanak.
Az Egyesült Államok Haditengerészeténél század megjelölés alatt rombolókból vagy tengeralattjárókból álló egységet értünk.

### Ismertté vált századok
Néhány század a megjelölésével együtt vált ismertté. Ilyen például a második  világháborúban a D-napon bevetett és az európai háborút végigharcoló, amerikai 101. Légiszállítású Hadosztály, 506. Gyalogsági Ezred, E százada; közismertebb nevén az Easy század, vagy a 82-es légi szállítású hadosztály (82nd Airborne Division). Az egységről, az egység tagjairól készült a BBC/HBO nagy sikerű sorozata az Az elit alakulat.

## Fordítás
Ez a szócikk részben vagy egészben  a   Company (military unit) című angol Wikipédia-szócikk fordításán alapul.  Az eredeti cikk szerkesztőit annak laptörténete sorolja fel. Ez a jelzés csupán a megfogalmazás eredetét és a szerzői jogokat jelzi, nem szolgál a cikkben szereplő információk forrásmegjelöléseként.